# Manderveen
Het dorp Manderveen (Nedersaksisch: Maanderven) ligt in de gemeente Tubbergen in de Nederlandse provincie Overijssel. Manderveen telt ongeveer 635 inwoners. Het dorp grenst aan de aangelegen dorpen Langeveen, Geesteren, Tubbergen, Mander en het Duitse Getelomoor.
Midden in het dorp ligt het Korenplein. Hieraan ligt de multifunctionele accommodatie "De Samenwerking" met de bijbehorende sportvelden en ijsbaan, de oude Landbouwersbank en het voormalige Partycentrum Peddemors dat in 2023 definitief zijn deuren sloot. In de "De Samenwerking" bevindt zich de basisschool, kinderopvang en BSO, fysiotherapie, sportfaciliteiten met gymzaal en de Huiskamer van Manderveen. Het is daarmee de ontmoetingsplek voor alle Manderveners.

## Sport
Voetbal
De plaatselijke voetbalvereniging is VV Manderveen en bestaat uit vier seniorenelftallen. Er wordt gevoetbald op Sportpark de Samenwerking. Het Eerste elftal speelt in de 5e klasse A zondag. De jeugd is gefuseerd met naastgelegen club SV Vasse, waarbij gespeeld wordt onder de naam VMC (Vasse Manderveen Combinatie).
Klootschieten
Daarnaast beschikt het dorp over een klootschietvereniging genaamd "KV Manderveen", welke is opgericht in 1979. Jaarlijks wordt door hen de Ronde van Manderveen georganiseerd.
Mountainbiken
De mountainbikeroute Vasse doorkruist Manderveen in het oosten. Deze route met een lengte van 49,9 kilometer komt langs de meest bijzondere plekken in het heuvelachtige landschap in- en rondom Manderveen, Mander, Vasse, Hezingen, Nutter & Ootmarsum en doorkruist natuurgebieden zoals het dal van de Mosbeek, het Streu en het Springendal. Deze route maakt deel uit van het Mountainbikenetwerk Twente en wordt aangegeven met routebordjes.
Volleybal
Manderveen kent ook een plaatselijke volleybalvereniging welke bestaat uit 2 teams die uitkomen in de lokale trimcompetitie.

## Cultuur
- De plaatselijke carnavalsvereniging van Manderveen is C.V. de Venfluiters en is opgericht in 2001. De vereniging telt rond de 145 leden en doet jaarlijks met een grote praalwagen en loopgroep van circa 250 personen mee aan de diverse optochten in de gemeente Tubbergen, waaronder de Twentse Verlichte Carnavalsoptocht in Tubbergen. Daarnaast organiseren zij elk jaar een kinderoptocht voor de plaatselijke jeugd op de vrijdag voor het carnavalsweekend en twee gala-avonden. Jaarlijks organiseren zij ook een Zeepkistenrace aan het eind van de bouwvakvakantie.
- Eens in de vier jaar worden er Zomerfeesten (in de volksmond Bazaar genoemd) georganiseerd in het dorp waarbij de zes wijken tegen elkaar strijden bij diverse activiteiten, met als hoogtepunt de wijkplaybackshow.
- Enkele locaties in Manderveen zijn gebruikt als filmlocatie tijdens de opnames van de speelfilm De beentjes van Sint-Hildegard van Johan Nijenhuis uit 2020 met in de hoofdrollen Herman Finkers en Johanna ter Steege.

## Bezienswaardigheden
- Landbouwersbank Manderveen
- De Zandvang

## Bekende (oud-)inwoners van Manderveen
- Emma Wortelboer (1996) - tv-presentatrice en verslaggeefster bij BNNVARA
- Roy de Witte (1987) - voormalig lid van Gedeputeerde Staten van Overijssel namens het CDA
- Gert Huzink (1971) - veelvoudig deelnemer Dakar-rally

Hoofdplaats: Tubbergen     
Dorpen: Albergen · Fleringen · Geesteren · Harbrinkhoek · Langeveen · Manderveen · Mariaparochie (deels) · Reutum · Vasse

Buurtschappen: Hezingen · Haarle · Klossehoek · Mander · West-Geesteren 

Overijssel · Steden en dorpen in Overijssel      Nederland · Provincies · Gemeenten